# Lusitanops bullioides
Lusitanops bullioides is een slakkensoort uit de familie van de Raphitomidae. De wetenschappelijke naam van de soort is voor het eerst geldig gepubliceerd in 1906 door Sykes.